# Pierre Chevalier
Pierre Antoine Marie Chevalier (ur. 8 października 1952 w Brugii) – belgijski i flamandzki polityk oraz prawnik, parlamentarzysta, sekretarz stanu w różnych resortach.

## Życiorys
Absolwent Uniwersytetu Gandawskiego, na którym uzyskał licencjat w zakresie prawa oraz kryminalistyki. Prowadził własną działalność gospodarczą, zasiadał w radzie miejkiej Brugii. Należał do Partii Socjalistycznej, później przystąpił do ugrupowania Flamandzcy Liberałowie i Demokraci.
Od 1985 do 2003 sprawował mandat posła do Izby Reprezentantów. W różnych rządach zajmował stanowiska sekretarza stanu ds. edukacji (1988–1989), nauki (1989–1990) i handlu zagranicznego (1999–2000). Reprezentował krajowy parlament m.in. w Zgromadzeniu Parlamentarnym Rady Europy. Był zastępcą ministra Louisa Michela w Konwencie Europejskim.
W latach 2003–2007 wchodził w skład federalnego Senatu. Został później specjalnym wysłannikiem rządu krajowego przy OBWE i Radzie Bezpieczeństwa ONZ.
Uhonorowany Krzyżem Wielkiego Oficera Orderu Leopolda.